# Stanislao Pointeau
Stanislao Pointeau (Firenze, 7 maggio 1833 – Pisa, 20 gennaio 1907) è stato un pittore francese.

## Biografia

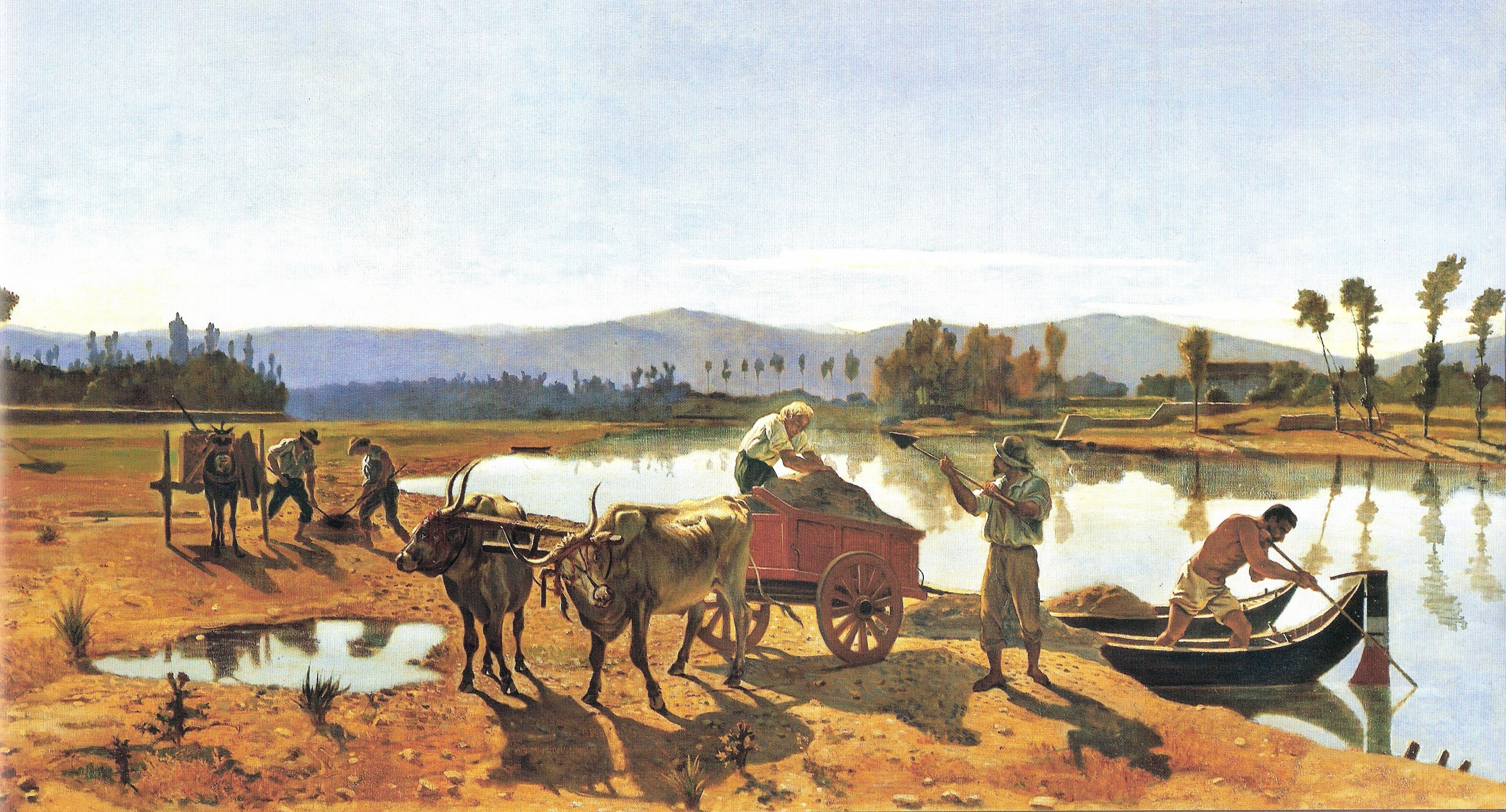
Veduta di Firenze, 1861.

Nasce a Firenze da Giovanna Piacenti e Jean Louis, un ricco commerciante di vini francese originario di Blois e proprietario di una rivendita di Bordeaux, attività ufficiale di Stanislao.
Viene avviato alla pittura dai francesi di stanza a Firenze Auguste Gendron, amico di famiglia e allievo di Paul Delaroche, Charles Lefevre e soprattutto Auguste Lecomte de Roujon, il quale tra il 1849 e il 1851 lo educa alla raffigurazione paesaggista dal vero di scene rurali e campestri, in particolare in Val di Sieve e nel Mugello, sulla maniera degli artisti francesi della Scuola di Barbizon.
Nell’ambiente fiorentino, dove frequenta anche la locale Accademia di belle arti con Telemaco Signorini, lega in particolare con Marcellin Desboutin, pittore e incisore residente a Villa dell'Ombrellino dove frequentemente ospita Edgar Degas (che lo ritrae nel rinomato L'assenzio) e da cui Pointeau viene definito amico e collaboratore.
Dal 1855 diventa assiduo frequentatore del Caffè Michelangiolo, ritrovo degli artisti che originano il movimento macchiaiolo e dove è caricaturato nell'acquerello celebrativo di Adriano Cecioni insieme gli altri esponenti del movimento, fra i quali Nino Costa che esercita una notevole influenza sulla sua arte ma con il quale scatenerà un'accesa diatriba qualche anno dopo. 
Dal 1856 al 1859 viaggia per ragioni lavorative, toccando le principali città italiane e Marsiglia, nello stesso 1859 viene ritratto da Amos Cassioli e da Adolfo Feragutti Visconti, l'anno successivo posa per Stefano Ussi in Luglio 1343: la cacciata di Gualtieri di Brienne, duca d’Atene.
Dal 1860, è ospite di Cristiano Banti nella propria tenuta di campagna a Montelupo Fiorentino, dove insieme a Telemaco Signorini, Odoardo Borrani e Adriano Cecioni riproduce paesaggi en plein air e lo stesso anno presenta alla Promotrice di Firenze opere che rimandano all'attenzione per la resa luministica e atmosferica delle ricerche macchiaiole, come Effetto di crepuscolo, Effetto della mattina e Motivo dal vero preso a Montelupo.
Nel 1861 espone alla Società Promotrice di Firenze e alla Prima Esposizione Nazionale Artistica I renaioli, indicativo del nuovo corso della sua pittura verso espressioni più solenni e pacate, con studiata limpidezza atmosferica.
Nel 1862 è a Ischia con l'amico Raffaello Sernesi, dove produce una delle sue opere più note Il ciucciaro di Casamicciola (A cavallo del somarello), esposto nel 1863 all'esposizione della Società Promotrice delle Belle Arti di Firenze; il dipinto ritrae un giovane ischitano (ciucciaro) a cavallo di un mulo sullo sfondo della Baia di San Montano dell'Isola d'Ischia.
Nel 1863 è a Castiglioncello, ospite del critico Diego Martelli presso la sua tenuta e dove viene ritratto da Giuseppe Abbati.
Proprio con Abbati condivide alcuni tratti stilistici, quali la fluidità e la leggerezza delle pennellate: la veduta di San Gimignano di Pointeau, risalente a questo periodo, ha molti tratti di analogia con Le mura di San Gimignano di Abbati, presupponendo un'attività comune negli stessi luoghi.
Nel 1867 si trasferisce a Pisa, al tempo estranea ai circuiti culturali toscani e abbandona la pittura proseguendo l'attività commerciale e la passione della scherma, annullando in breve tutti i contatti con il mondo artistico.
Muore nel 1907, probabilmente a causa della sifilide contratta tempo addietro.

## Mostra monografica
Nel 2024 il comune di San Casciano in Val di Pesa promuove e organizza la prima mostra monografica di Stanislao Pointeau inserita in un progetto promosso dalla galleria degli Uffizi unitamente alla Fondazione CR Firenze. La mostra, si legge nel pieghevole Stanislao Pointeau. Un macchiaiolo toscano di origini francesi, è in onore di Carlo Del Bravo che riscoprì l'artista alla fine degli anni Settanta del Novecento. «La rassegna presenta una selezionata scelta di opere, tra disegni e dipinti a olio, provenienti nella maggior parte dei casi da collezioni private».

## Opere principali
- Il ciucciaro di Casamicciola (A cavallo del somarello) (1861), olio su tela, collezione privata;
- I Renaioli dell'Arno (1861), olio su tela, collezione privata;
- La ferratura di un bove (1861), olio su tela, collezione privata;
- San Gimignano (1862-1863), olio su tela, collezione privata;
- Fornaci a Montelupo (1863-1864), olio su tela, collezione privata;
- Scorcio toscano (non datata), olio su tela, collezione privata;
- La porta di Vicchio (non datata), olio su tela, collezione privata.